# Panarche tricordatus
Panarche tricordatus är en fjärilsart som beskrevs av William Chapman Hewitson 1874. Panarche tricordatus ingår i släktet Panarche och familjen praktfjärilar. Inga underarter finns listade i Catalogue of Life.